# Hampton (Virginia)

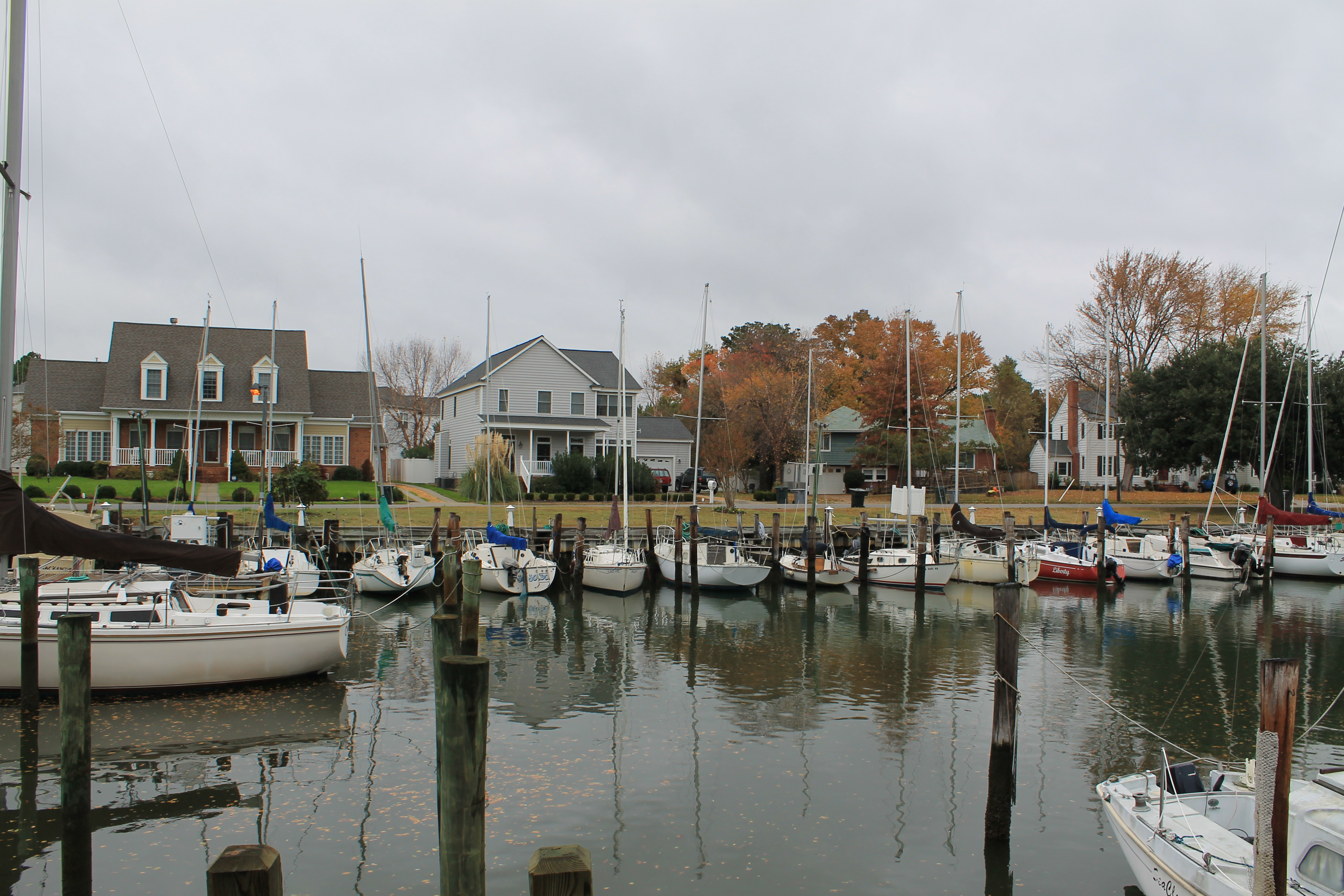
Avenida Chesapeake

Hampton es una ciudad situada en el estado de Virginia, Estados Unidos. Tiene una población estimada, a mediados de 2022, de 138 037 habitantes.
Tiene el estatus de ciudad independiente.
Fundada en 1610, Hampton es una de las ciudades más antiguas de Estados Unidos y también una de las ciudades de más rápido crecimiento en la región.

## Geografía
Según la Oficina del Censo, la ciudad tiene una superficie total de 325.95 km², de los cuales 133.28 km² corresponden a tierra firme y 219.67 km² están cubiertos de agua.

## Demografía

### Censo de 2020
Según el censo de 2020, en ese momento la ciudad tenía una población de 137 148 habitantes. La densidad poblacional era de 1029.02 hab./km². Había 62 444 viviendas, lo que representaba un promedio de 469/km².  
| Raza                   | Núm.    | Porc.   |
| ---------------------- | ------- | ------- |
| Afroamericanos         | 67 915  | 49.52%  |
| Blancos                | 51 202  | 37.33%  |
| Amerindios             | 647     | 0.47%   |
| Asiáticos              | 3568    | 2.60%   |
| Isleños del Pacífico   | 241     | 0.18%   |
| De otras razas         | 3220    | 2.35%   |
| De una mezcla de razas | 10 355  | 7.55%   |
| Total                  | 137 148 | 100.00% |

Del total de la población, el 6.13% eran hispanos o latinos de cualquier raza.

### Estimación 2018-2022

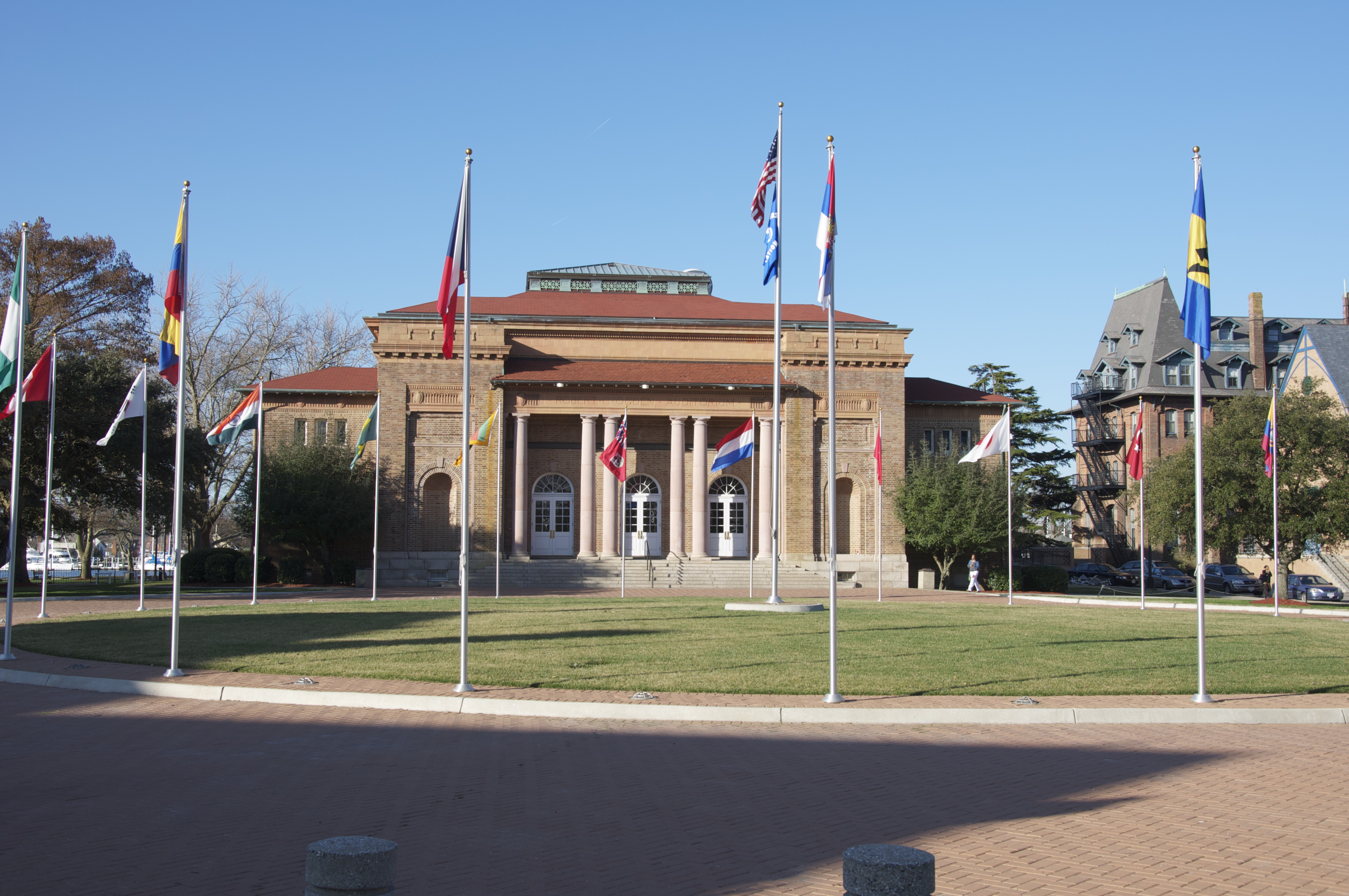
Ogden Hall en la Universidad de Hampton

Según la estimación 2018-2022 de la Oficina del Censo, los ingresos medios de los hogares de la ciudad son de $64 294 y los ingresos medios de las familias son de $80 100. Alrededor del 13.6% de la población está por debajo de la línea de pobreza.

## Centros de salud
La ciudad es sede del Instituto de Terapia de Protones de la Universidad de Hampton, un centro de tratamiento del cáncer de última generación, y del Hospital Sentara CarePlex, una instalación tecnológicamente avanzada que cuenta con el primer hospital ortopédico exclusivo de la zona.

## Economía
El Peninsula Town Center y otros emprendimientos han restablecido a Hampton como el principal destino de compras, restaurantes y entretenimiento de la zona. Otros desarrollos incluyen el Power Plant of Hampton Roads, el Centro de Convenciones de Hampton Roads, el hotel Embassy Suites de Hilton y nuevas comunidades residenciales.

## Puntos de interés

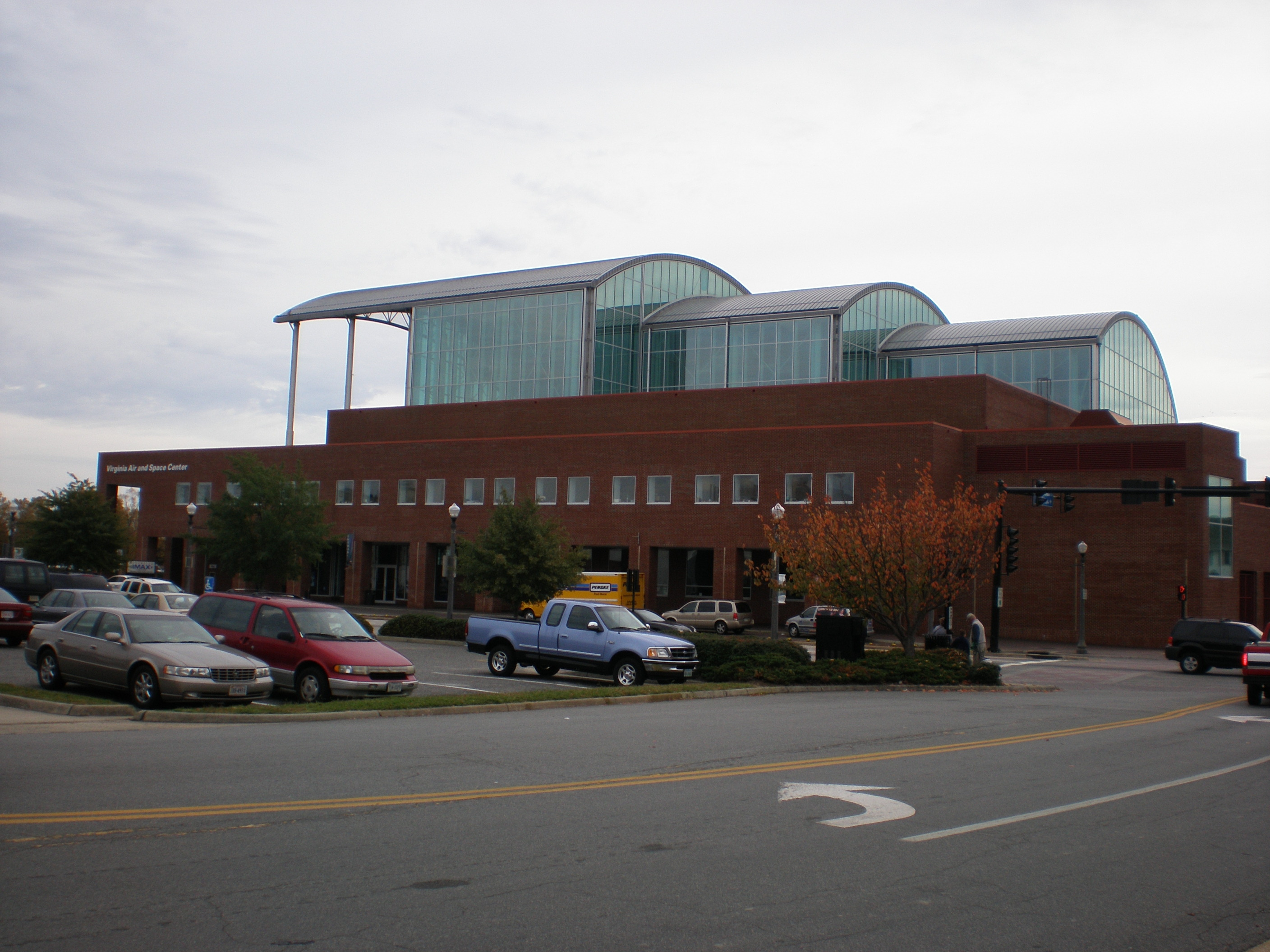
Virginia Air & Space Science Center

Entre los puntos de interés más destacados se encuentran el Virginia Air & Space Science Center, el Museo de Historia de Hampton, el Hampton Coliseum y The American Theatre.

## Ciudades hermanas
Hampton tiene cuatro ciudades hermanas:
- Southampton, Inglaterra
- Vendôme, Loir-et-Cher, Francia
- Pietermaritzburg, Sudáfrica
- Anyang, Corea del Sur